# Risk Rock
Der Risk Rock (von englisch risk ‚Risiko, Gefahr, Wagnis‘) ist ein isolierter Klippenfelsen vor der Graham-Küste des Grahamlands auf der Antarktischen Halbinsel. Im Crystal Sound liegt er auf halbem Weg zwischen Kap Evensen und den Pesky Rocks vor der Einfahrt zur Auvert Bay.
Luftaufnahmen der Hunting Aerosurveys Ltd. aus den Jahren zwischen 1956 und 1957 dienten dem Falkland Islands Dependencies Survey der Kartierung. Das UK Antarctic Place-Names Committee benannte den Felsen 1959 so, weil er eine Gefahr für Schiffe darstellt, welche die Meerenge zwischen Marie Island und der Festlandküste in südlicher Richtung befahren.